# كلية التربية الرياضية (جامعة بابل)
كلية التربية الرياضية هي إحدى كليات جامعة بابل. تاسست سنة 1993م، ومن أول مؤسسي هذه الكلية والتي توالت إنجازاتها على الرغم من الإمكانيات البسيطة هم د.أحمد بدري حسين ود. محمود داوود د. ياسين علوان ود. بسام سامس د.ناهدة عبد زيد د. محمد جاسم الحلي د. علي عبد الحسن حسين د.سوسن هدود د.غانم منذور. وهي الآن برعاية عميدها الدكتور بيان علي عبد علي الخاقاني والمعاون العلمي د. علي عبد الحسن حسين والمعاون الإداري د. علي جواد عبد العماري ورؤساء الفروع د. محمد جاسم محمد.

## وصلات خارجية
http://www.uobabylon.edu.iq/uobcoleges/default.aspx?fid=14